# سيتوتشي (أوكاياما)
مدينة سيتوتشي (بالإنجليزية: Setouchi)‏ هي أحد المدن التابعة لمحافظة أوكاياما. تأسست رسميًا في 01/11/2004. ويقدر عدد سكانها بـ 38645 نسمة حسب تقدير مكتب الإحصاء الياباني لعام 2012. تبلغ مساحة سيتوتشي 125.53 كم2. بكثافة سكانية تبلغ 308 نسمة/كم2.